# Stay Close (Canção)
"Stay Close" é uma canção gravada pelo duo musical Manimal, formada pelo DJ Julio Torres e o Junior Lima. O clipe da música teve participação de Enrique, Letícia Leny Peres, Tame Louise, Wellington Santana e foi lançado e produzido exclusivamente pelo canal do YouTube, Pipocando Música, canal que apresenta conteúdos sobre música. Sobre a canção, Junior Lima falou que sente que o relacionamento entre as pessoas está cada vez mais superficial e distante, e que a dupla buscou passar uma "mensagem de união", e acrescentou Júlio dizendo, que espera que as pessoas gostem, entendam e, de fato, se aproximem.
A canção utiliza acordes de violão e guitarra juntamente em conjunto com música eletrônica, e também tem influências do funk/disco music da década de 70/80.